# 刘隽 (编舞师)
刘隽（1997年12月12日—），男，马来西亚编舞师、舞者、歌手、舞蹈演员。曾是韩国1Million Dance Studio编舞导师。曾为GOT7担任舞蹈监制，也曾为易烊千玺、台风少年团及火箭少女101的歌曲编舞。2021年，参加爱奇艺男团选秀节目《青春有你3》而备受瞩目，并成为限定男团IXFORM成员兼隊長。电影《八拍》主演之一。2022年，作为踢馆者参加舞蹈综艺节目《蒙面舞王 (第三季)》，获具编能力明星舞者奖。
成为嘉禾舞社艺术总监及旗下厂牌ZAHA VISION的主理人。2023年2月14日 发行个人单曲《浮云商店》也在马来西亚吉隆坡举办新歌发布会

## 早年生涯
刘隽本名刘隽颖，是本地马来西亚华人，来自森美兰州芙蓉市，有一位哥哥。7岁时开始学习舞蹈与中华武术。中学时期就读芙蓉中华中学。
他曾代表马来西亚国家青少年队，参加亚洲青少年武术锦标赛，并在长拳项目中获得银牌。2015年中学毕业后，前往韩国留学，修读表演系。

## 演藝生涯
2016年
2016年，在韩国时期，加入舞蹈工作室1Million Dance Studio（1M），从学员开始慢慢升级为导师并签约，成为旗下最年轻的舞蹈艺人，也是该工作室首位华裔导师。任职于1Million期间，推出许多歌曲的编舞。
2018年
刘隽后前往中国大陆发展。2018年3月，参加中国街舞大赛节目《热血街舞团》，成为陈伟霆、宋茜战队的学员，并打开知名度，也曾和鹿晗、王嘉尔合作舞台。2018年7月，参加一期的中国音乐节目《幻乐之城》，担任周笔畅的助演嘉宾。2018年12月，參加《2018-2019湖南衛視跨年演唱會》，在田馥甄演唱的歌曲《愛了很久的朋友》表演担任舞者，帶來自己的編舞表演。
2019年
2019年7月至10月，以导师身份，参演时代少年团养成节目《台风少年蜕变之战》，担任团体的舞蹈专属教练之一。2019年7月，以飞行导师身分，参演台湾歌唱比赛节目《声林之王2》，负责3期节目的开场舞蹈。
2019年9月，与阿K、苏恋雅、龙仔、秦煜、黑仔、飘柔组成7人街舞团"风暴联盟"，参加中国舞蹈大赛节目《舞蹈风暴 第一季》，最后团队成功进入16强。
2020年
2020年6月，以导师身份，参演中国优酷男团选秀节目《少年之名》，担任学员们的舞蹈特训教练，且担任该节目的舞蹈总监。他在节目里参与主题曲的部分编舞，也负责一些公演歌曲的编舞。2020年7月，参加运动节目《超新星运动会》的武术项目, 并获得该项目银牌。
2021年
2021年2月，以个人训练生身份，参加爱奇艺男团选秀节目《青春有你 第三季》，是马来西亚或东南亚地区唯一选手，争取成团机会。初评级舞台考核，刘隽表演原创舞蹈《负重一万斤长大》，进入A班。后在主题曲《We Rock》考核表现卓越，维持在A班。刘隽在节目里的排名大多在前9名，三次顺位排名仪式為第8、第9、第12名，并成功晋级总决赛。5月9日，愛奇藝於微博宣布正式終止節目錄製，取消決賽。。
2021年7月25日，於愛奇藝《成都超级音樂節》正式官宣出道，成為“IXFORM”成員之一。随后在成员们内投队长环节中以7票成为IXFORM队长。
2021年8月30日，爱奇艺《登场了！洛阳》正式官宣，成为洛阳探索团成员之一。
2021年11月12日，主演电影《八拍》于中国各地上映。
2022年
2022年8月28日，作为踢馆者参加舞蹈综艺节目《蒙面舞王 (第三季)》，获具编能力明星舞者奖。
2022年12月12日官宣成为嘉禾舞社艺术总监及旗下厂牌ZAHA VISION的主理人，同时举办《蝴蝶效应》线上见面会。
2023年
2023年2月14日，发行个人单曲《浮云商店》也在马来西亚吉隆坡举办新歌发布会。

## 编舞
刘隽有专业的编舞实力，他的编舞作品众多，其中他曾为易烊千玺歌曲《My Boo》，台风少年团《狼少年》和《姐姐恋爱吧》，田馥甄《爱了很久的朋友》，火箭少女101《硬糖》，NINE PERCENT《一起跳舞吧》等编舞。
他也曾担任时代峰峻团体台風少年團和時代少年團的专任舞蹈教练。他也是韩国男团GOT7《Lullaby》歌曲的舞蹈监制。
此外，他时常在社交媒体（微博，抖音等）分享其他歌曲的翻跳或自创编舞。
2021年新编舞的作品有《负重一万斤长大》、《恶人是我》、《Innards》、《寻洛》、《No Roots》、《Somebody To You》。

## 音乐作品

### 青春有你3时期
| 发行时间 | 舞台类型              | 歌曲名称                                        | 合作者/队友                                                                                                 | 歌曲原唱者  |
| 2021年   | 初评级舞台            | 《负重一万斤长大》 (Grow Up With High Pressure) | - | 太一 (歌手) |
| 2021年   | 第一次公演 (位置测评) | 《新物種》 (New Creature)                       | 孫瀅皓，麟壹銘，王南鈞， 姜京佐，億軒，應晨熙                                                               | 李宇春      |
| 2021年   | 特別公演 “我想”舞台   | 《玉》 (Yu)                                     | 曹宇雪，段星星，蔣智豪，梁森，麟壹銘， 劉琦，橋本裕太，熊藝文，楊約翰，湛展，鐘卓融                         | 太一 (歌手) |
| 2021年   | 主题曲舞台            | 《We Rock》                                     | A班训练生 （罗一舟、孙滢皓、姜京佐、段星星、刘冠佑、 余景天、连淮伟、孙亦航、杨智翔、崔云峰） 与 全体训练生 | -           |
| 2021年   | 第二次公演 (小组对决) | 《History》                                     | 王南钧、姜京佐、锺骏一、崔云峰                                                                              | EXO-M       |
| 2021年   | 练习室小考            | 《偷偷》 (Tou Tou)                              | 牛在在、陳鼎鼎、王南鈞、徐新馳                                                                              | 蔡鶴峰      |
| 2021年   | 第三次公演 (主题考核) | 《竹》 (Bamboo)                                 | 汪佳辰、杜天宇、鄭星源、常華森、鄧孝慈、王南钧                                                              | 原创        |
| 2021年   | 导师合作舞台          | 《秘境》 (Kick Back)                            | Lisa (导师)、段星星、連淮偉、劉冠佑、億軒                                                                   | 威神V       |
| 2021年   | 20强粉丝见面会舞台    | 《竹》 (Bamboo)                                 | 罗一舟、杜天宇、常華森、鄧孝慈、王南钧                                                                      | 原创        |
| 2021年   | 总决赛最终舞台公演    | 《OZONE（界）》                                 | 徐子未、梁森、十七、王南鈞、余景天、 徐新馳、孫亦航、李俊濠、連淮偉                                         | 原创        |

### IXFORM
| 发行日期      | 歌曲名字       | 专辑     |
| ------------- | -------------- | -------- |
| 2021年11月5日 | 《So Hot》     | 《将至》 |
| 2021年11月5日 | 《Bet》        | 《将至》 |
| 2022年7月29日 | 《Best Match》 | 《界》   |
| 2022年7月29日 | 《Love Time》  | 《界》   |

## 影視作品

### 綜藝節目
| 播出日期                     | 頻道          | 節目名稱              | 備註                   |
| 2018年3月 - 2018年6月        | 愛奇藝        | 《热血街舞团》        | 参赛者                 |
| 2018年7月- 2018年10月        | 湖南卫视      | 《幻樂之城》          | 舞蹈编导               |
| 2019年7月                    | ETtoday新聞雲 | 《聲林之王2》         | 舞蹈飞行导师           |
| 2019年9月 - 2019年12月       | 湖南卫视      | 《舞蹈风暴 (第一季)》 | 参赛者 风暴联盟队      |
| 2020年6月 - 2020年8月        | 优酷          | 《少年之名》          | 舞蹈特训教练、舞蹈总监 |
| 2020年7月16日                | 腾讯          | 《超新星運動會》      | 參賽者                 |
| 2021年2月18日                | 愛奇藝        | 《青春有你 (第三季)》 | 參賽者                 |
| 2021年9月15日                | 愛奇藝        | 《登場了！洛陽》      | 洛陽探索團             |
| 2022年8月28日 - 2022年9月4日 | 江苏卫视      | 《蒙面舞王 (第三季)》 | 踢馆者                 |

### 电影
| 上映日期       | 电影名称 | 主演                     |
| -------------- | -------- | ------------------------ |
| 2021年11月12日 | 《八拍》 | 许桦、余健波、赵毅、刘隽 |

### 引用
1. ↑  . Xuan.   [2021-03-22]. （原始内容存档于2021-05-09）.
2. ↑  . 中國報. 2019-09-29  [2021-01-31]. （原始内容存档于2021-02-04）.
3. ↑  . 忒有料.   [2021-02-19].
4. ↑  . Xuan. 2020-11-26  [2021-02-18]. （原始内容存档于2021-10-06）.
5. ↑  . Xuan. 2021-01-01  [2021-02-18]. （原始内容存档于2021-10-06）.
6. ↑  . 星洲日报.   [2021-02-27]. （原始内容存档于2021-05-09）.
7. ↑  . 星洲日报.   [2021-03-22]. （原始内容存档于2021-05-09）.
8. ↑  . 光华网.   [2021-04-15]. （原始内容存档于2021-05-09）.
9. ↑  . 星洲日报. 2021-04-25. （原始内容存档于2021-05-09）.
10. ↑  . One FM.   [2021-05-02]. （原始内容存档于2021-05-09）.
11. ↑  . ETtoday新聞雲. 2021-05-09. （原始内容存档于2021-06-11）.
12. ↑  . 星洲日报. 2021-07-26  [2021-07-28]. （原始内容存档于2021-07-26）.
13. ↑  . 星洲网.   [2021-09-02]. （原始内容存档于2021-09-02）.
14. ↑  . Xuan.   [2021-03-22]. （原始内容存档于2021-05-09）.
15. ↑  . 刘隽工作室. Bilibili.   [2021-02-27]. （原始内容存档于2021-05-09）.
16. ↑  . 星洲日报.   [2021-03-07]. （原始内容存档于2021-05-09）.
17. ↑  . 星洲日报.   [2021-03-14]. （原始内容存档于2021-05-09）.
18. ↑  . 星洲日报. 2021-03-28  [2021-03-28]. （原始内容存档于2021-05-09）.